# Obituary
Obituary és una de les bandes pioneres del death metal. Es fundà a Tampa, Florida el 1985 amb el nom inicial de Xecutioner. Poc abans d'editar el primer disc, Slowly we rot, canviaren el nom per Obituary. Des de llavors ha estat una de les bandes més influents del moviment del death metal de Florida. El 1990 publicaren Cause of Death que, juntament amb Slowly we rot, són àlbums pioners i definitoris en llur gènere, entre altres coses per l'estil vocal del cantant, John Tardy, puix que fou un dels primers vocalistes que usà l'estil purament gutural, tot portant a l'extrem l'estil de predecessors com ara els cantants de Death o Possessed. Obituary és la cinquena banda de death metal pel que fa a nombre de discos venuts segons la llista de Nielsen Soundscan, amb la xifra de 368,184 còpies venudes. El seu disc de 1992 The End Complete ha venut com mínim 103,378 còpies només als Estats Units.
Després del disc de 1997 Back from the Dead, la banda manifestà un cert cansament i es dissolgué temporalment. Durant la pausa, Donald Tardy tocà a la banda de directe de Andrew W.K. (en llur aparició a Saturday Night Live Tardy va lluir una samarreta Obituary). Allen West es dedicà als seus dos projectes: Lowbrow i Six Feet Under. Trevor Peres formà Catastrophic el 2001. Obituary tornà a l'activitat el 2003, la qual cosa no impedí que Catastrophic continués com a projecte paral·lel. El disc de retorn, Frozen in Time, es publicà el 2005. El gener de 2007 editaren llur primer DVD, Frozen Alive.

## Membres de la banda

### Membres actuals
- John Tardy - veu (1985–1997, 2003–present)
- Ralph Santolla - guitarra solista (2007–present)
- Trevor Peres - guitarra rítmica (1985–1997, 2003–present)
- Frank Watkins - baix (1989–1997, 2003–present)
- Donald Tardy - bateria (1985–1997, 2003–present)

### Membres anteriors
- Allen West - guitarra solista (vegeu també Six Feet Under) (1985–1989, 1992–1997, 2003–2006)
- James Murphy - guitarra solista (1990–1992) (vegeu també Death, Disincarnate, Cancer, Testament)
- Daniel Tucker - baix (1988–1989)
- Peter Klavinger - guitarra solista (1999)
- Jack Owen - guitarra solista (una actuació en directe el 2007)

## Discografia

### Discos d'estudi
- Slowly We Rot (1989)
- Cause of Death (1990)
- The End Complete (1992)
- World Demise (1994)
- Back from the Dead (1997)
- Frozen in Time (2005)
- Xecutioner's Return (2007)
- Darkest Day (2009)
- Inked in Blood (2014)

### EPs i singles
- Don't Care (1994)

### Recopilaris
- Anthology (2001)

### Discos en directe
- Dead (1998)

### DVDs
- Frozen Alive (2006)